# Хасан Бахман-шах
Зафар-хан Хасан ибн Кейкавус Гунгу, тронное имя — Абу-ль-Музаффар Ала-ад-Дин Бахман-шах (1291 — 10 февраля 1358, Гулбарга) — средневековый индийский мусульманский иктадар и военачальник, основатель и первый султан государства Бахманидов в Деккане в 1347—1358 годах.

## Происхождение и ранние годы
Происхождение Хасана ибн Кейкавуса довольно туманно, скорее всего, он поднялся из низов. Впоследствии, придя к власти и приняв имя Бахман-шаха, Хасан заявил претензии на происхождение от героя персидского эпоса Бахмана и сасанидского царя Бахрама Гура, однако исследователи (от Феришты до Босворта) скептически относятся к его иранской родословной. Считается, что Хасан по происхождению был афганцем, а Феришта указывает, что имя Бахман является искажённым словом брахман. Энциклопедия Ираника называет его хорасанским авантюристом, хотя Феришта и указывает, что Хасан родился в Дели. Согласно Али Табатаба, полное имя его отца было Кейкавус Мохаммад ибн Али ибн Хасан.
Согласно Фериште, в молодости Хасан был слугой делийского брахмана-астролога по имени Гунгу, от которого получил земельный участок. Однажды, вспахивая землю, Хасан нашёл клад золотых монет, который тут же нетронутым принёс своему хозяину. Поражённый его честностью, Гунгу предсказал Хасану великое будущее и заставил пообещать, что он в будущем не забудет о Гунгу и прибавит его имя к своему. Брахман рассказал об этом случае своему господину, будущему султану Дели Мухаммаду ибн Туглаку, который, в свою очередь, рассказал эту историю своему отцу, султану Туглак-шаху I. Получив найденный клад, султан призвал Хасана ко двору и назначил его командиром сотни всадников.
По утверждению Абд аль-Малика Эсами, Хасан происходил из Газни и в молодости вместе со своими братьями Али, Ахмадом и Мухаммадом поступил на воинскую службу к султану Туглак-шаху I. Султан пожаловал братьям небольшие участки в Деккане на праве икта, при этом Хасан был направлен служить в маленький город Кунжи и впоследствии был назначен наместником округа Гулбарга, получив почётный лакаб Зафар-хан.

## Политическая биография

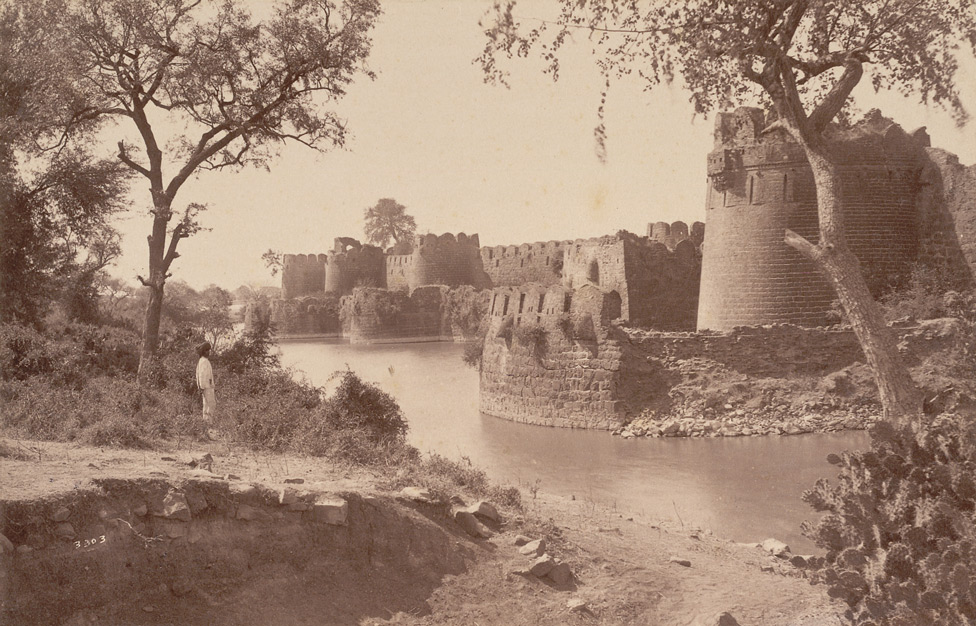
Крепость Гулбарга, фото 1880 года

В 1340-х годах среди шиитских эмиров Деккана созрел заговор против султана Мухаммада ибн Туглака, результатом которого стало восстание за отделение от Делийского султаната, возглавленное братьями Хасана и Маликом Моком Афганом. Сам Хасан, назначенный командующим делийскими войсками в Деккане, также примкнул к восстанию, а его старший брат Али провозгласил себя султаном под именем Ала ад-Дина Али Малик-шаха. Вскоре однако Мухаммад ибн Туглак разбил войска мятежников, захватил в плен троих братьев Хасана и отправил их в изгнание в Газни, где в дальнейшем они были убиты по его приказу. Хасан Зафар-хан объединил свои силы с Маликом Моком Афганом, который также провозгласил себя султаном, и продолжил мятеж в Деккане. Вскоре их войска были разбиты делийским султаном в битве при Даулатабаде, во время которой Малик Мок Афган был убит. Хасан отступил в крепость Гулбарга, а султан Мухаммад ибн Туглак покинул Деккан, как впоследствии оказалось, навсегда. В городе Гулбарге Хасан Зафар-хан был избран предводителем мятежа и 24 раби ас-сани 748 года Хиджры (3 августа 1347 года) провозгласил себя независимым правителем нового султаната с центром в Даулатабаде, приняв тронное имя Абу-ль-Музаффар Ала-ад-Дин Бахман-шах. Став султаном, Хасан назначил Гунгу министром финансов (амир-и-джумла) своего государства. Согласно Фериште, Хасан Бахман-шах даже принял имя Гунгу в качестве одного из своих титулов, который использовался во всех официальных документах и был выбит на государственной печати.
Бахман-шаху удалось распространить свою власть на большую часть территории Деккана, которая ранее контролировалась Дели, а также присоединить к своим владениям Конкан — узкую равнинную полосу вдоль индийского побережья Аравийского моря. Во время своего правления Бахман-шах совершил ряд успешных походов на юг и к 1358 году его государство включало в себя территории от Даулатабада до Бхонгира и от реки Вайнганга на севере до Кришны на юге; помимо прочего, его власти подчинялись Гоа, Дабхол, Колхапур, Телингану. Ему однако так и не удалось занять мощную крепость Варангал на востоке, ранее бывшую центром индусского царства Какатия. В конце своего правления Бахман-шах избрал столицей своего государства город Гулбарга (в 320-ти км юго-западнее Даулатабада), который переименовал в Ахсанабад (после его смерти однако городу вернули название Гулбарга). Всю территорию государства он разделил на 4 провинции (тарафы) — Гулбарга, Даулатабад, Бидар и Берар, во главе которых были поставлены тарафдары.
При Бахман-шахе была существенно укреплена крепость Гулбарга. По его приказу, вокруг крепости было возведено 15 сторожевых башен, а на стенах установлено 26 орудий, самое большое из которых достигало 25 футов в длину. Вокруг крепости был прорыт ров.

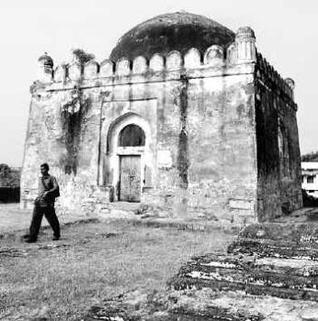
Гробница Бахман-шаха. Гулбарга

Бахман-шах Гунгу запомнился как справедливый правитель, много сделавший для благосостояния своих подданных. Религиозная политика Бахман-шаха, судя по всему, отличалась достаточной терпимостью по отношению к немусульманскому населению, в период его правления не предпринималось никаких мер к насильственному обращению индусов в ислам и не применялось наложение на иноверцев джизьи.
Согласно Фериште, Ала-ад-Дин Бахман-шах умер в первый день месяца раби аль-авваль 759 года Хиджры (10 февраля 1358 года) после одиннадцати лет, двух месяцев и семи дней правления на шестьдесят седьмом году жизни. Тело Бахман-шаха было погребено в гробнице, специально возведённой в западной части городской крепости Гулбарги, где в дальнейшем возник некрополь бахманидских султанов, отличающийся оригинальной индо-персидской архитектурой.

## Наследники
После смерти Ала-ад-Дина Бахман-шаха в 1358 году ему наследовал его сын Мухаммад-шах I (ум. 1377). Кроме Мухаммад-шаха у Бахман-шаха было ещё, как минимум, трое сыновей — Дауд-шах I, также в дальнейшем бывший бахманидским султаном, Ахмад-хан и Махмуд-хан, потомки которых в дальнейшем занимали престол султаната Бахманидов.